# 완안 오로
금덕제 완안 오로(金德帝 完顏烏魯)는 금나라 시조인 함보(합부, 감복)의 맏아들이다. 1135년 덕황제(德皇帝)로 추시되었다. 1144년 희릉(熙陵)에 안장하였다.

## 가족관계
- 황후: 사황후(思皇后, ? - ?)
  - 장남: 금나라 추존 황제 안제 완안 발해(安帝 完顏 跋海, ? - 983 재위 962 - 983)
  - 차남: 완안 배로(完顏 輩魯, ? - ?)

| 전 대 완안 함보 | 제2대 여진 추장 960년 - 962년 | 후 대 완안 발해 |